# 總持寺
總持寺（日语：總持寺）是位于日本神奈川縣横濱市鶴見區的曹洞宗大本山寺院。山号諸嶽山（しょがくさん）。本尊釋迦如來。寺内還有鶴見大学。

## 歷史
- 奈良時代 行基和尚在能登国櫛比庄（現石川縣輪島市）、創建諸嶽觀音堂。
- 平安時代 屬於真言律宗
- 元亨元年（1321年） 曹洞宗4世瑩山紹瑾收諸嶽觀音堂住持定賢皈依改寺名為總持寺。
- 元亨2年 後醍醐天皇下旨「曹洞賜紫出世第一道場」改爲官寺、成爲曹洞宗大本山。
- 元和元年（1615年）、德川幕府立總持寺和永平寺同為曹洞宗大本山。
- 5人住持改爲輪番制。
- 明治31年（1898年）火災中被燒毀。
- 明治44年（1911年）移建到現在的位置。從前的總持寺改稱爲總持寺祖院（石川縣輪島市門前町）。

## 伽藍

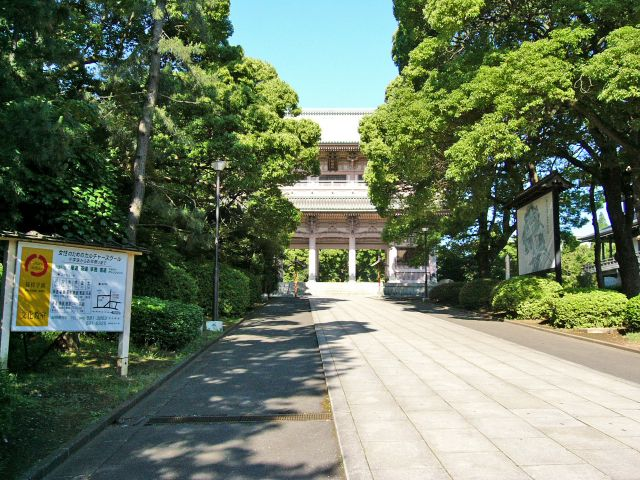
参道和三門

占地50万平方米，有佛殿、大祖堂等衆多堂宇、還設置了鶴見大学。供奉歷代祖師道元、瑩山紹瑾的大祖堂比安放本尊釋釈迦如来像的佛殿規模還要大是一個特色。
現在的總持寺是1911年從石川縣移築到神奈川縣的、因此廟堂大部分近代所建、此外還有一些從其他地方搬來的建築和現代建築。大祖堂、三門是太平洋戰爭後建造的鋼筋混凝土建築、佛殿等主要建物是20世紀前半（大正時代～昭和時代前期）的木造建築。2005年佛殿等16棟建築被指定為登錄有形文化財。
- 「三門」 - 1969年建的鋼筋混凝土建築。
- 「三松閣」 - 三門附近的修行道場。1986年竣工。
- 「佛殿」 - 1915年（大正4年）竣工。安置本尊釋釈如来像。
- 「大祖堂」 - 1965年竣工。佛殿對面偏右位置。高36米的大型建築。供奉本山開祖・太祖瑩山（けいざん）禅師和高祖道元（どうげん）禅師、二祖・峨山（がさん）禅師等歴代禅師。大祖堂地下是客殿瑞應殿。

寺内還有櫻木町事故和鶴見事故的慰靈碑。
太平洋戰争中、東京警備軍横濱警備隊駐扎在這裡、1945年8月發生過反對日本投降的嘩變。

## 文化財

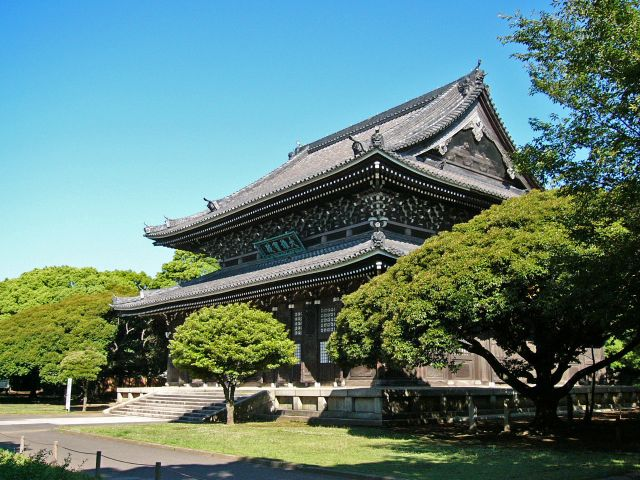
佛殿

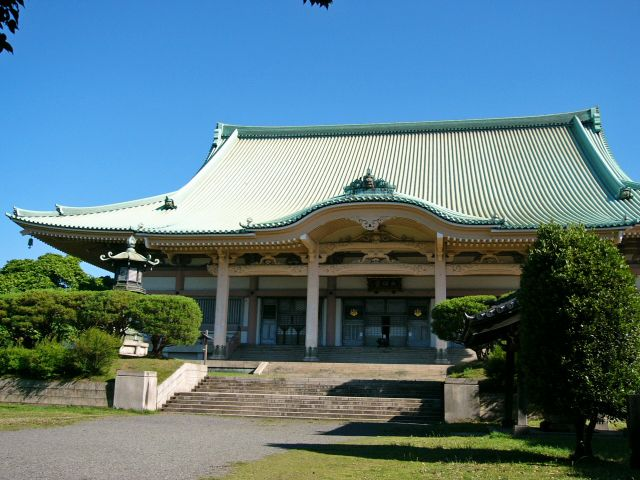
大祖堂

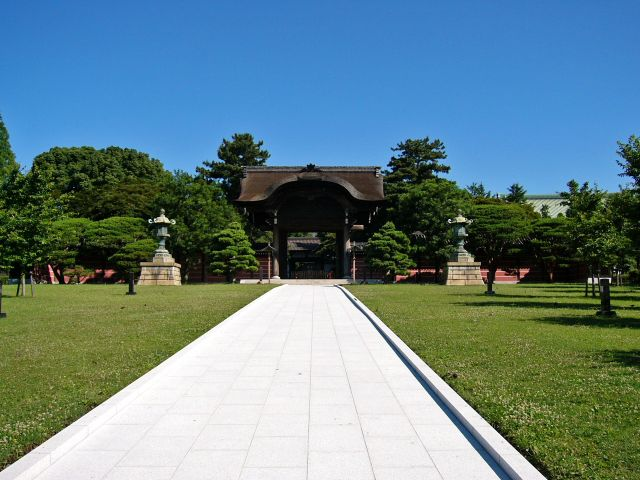
向唐門

### 重要文化財
- 紙本着色提婆達多像
- 絹本着色前田利家夫人像
- 絹本着色紹瑾和尚像
- 刺繍大法被
- 紙本墨書観音堂縁起 紹瑾筆

### 登錄有形文化財
- 三松關（總門）
- 向唐門
- 香積台
- 大僧堂
- 百間廊下和門
- 佛殿
- 待鳳館
- 紫雲台
- 御靈殿
- 虎嘯窟
- 放光堂
- 鐘鼓楼
- 衆寮
- 放光觀音（ひかりかんのん）台座
- 鐘楼
- 三宝殿

## 有關教育機關
- 学校法人總持学園
  - 鶴見大学
  - 鶴見大学短期大学部
  - 鶴見大學附屬中學校及高等學校
  - 鶴見大学短期大学部附属三松幼稚園

## 總持寺所葬名人（50音順）
- 浅野總一郎
- 芦田均
- 石原裕次郎
- 伊東忠太
- 大西瀧治郎
- 清浦奎吾
- 近野信雄
- 大錦卯一郎
- 前田山英五郎

## 所在地
神奈川縣横濱市鶴見区鶴見2-1-1

## 交通
- JR京濱東北線鶴見站徒步10分
- 京浜急行京急鶴見站徒步15分

## 關連項目
- 鶴見
- 阪急電鐵京都本線總持寺車站
- JR總持寺車站

## 外部連結
- 曹洞宗大本山總持寺 （页面存档备份，存于）